# Paul Bäumer
Paul Bäumer foi um piloto alemão que lutou na Primeira Guerra Mundial, atingindo a impressionante marca de 43 aeronaves inimigas abatidas. A sua alcunha era Der Eiserne Adler (Águia de Ferro).
Assistente de um dentista antes da guerra, recebeu a sua licença de voo pouco antes do início do conflito. Mesmo licenciado para voar, alistou-se no exército alemão e só em 1917 foi transferido para o ramo aéreo. Iniciando a sua carreia na Luftstreitkräfte abatendo três balões de observação, depressa ganhou glória ao se tornar num dos maiores ases da aviação da Alemanha e da guerra, com 43 aeronaves inimigas abatidas durante o conflito. Ferido durante uma aterragem mal-sucedida em 1918, recebeu a Pour le Mérite e a Cruz de Ouro de Mérito Militar, sendo um de apenas cinco militares que receberam ambas as medalhas.
Com o armistício voltou a exercer medicina dentária, mas nunca deixou de pilotar. Morreu em 1927 depois de um acidente, quando a sua aeronave caiu durante um espectáculo aéreo em Copenhaga.
Sepultado no Cemitério de Ohlsdorf.